# Czeladź
Czeladź (udtale: [ˈt͡ʂɛlat͡ɕ]; yiddish: טשעלאַדזש, romaniseret: Chelodz)  er en by i den   centrale  del af  voivodskabet Schlesien i  det sydlige Polen. Byen   har 30.681(2021) indbyggere og et areal på	16,38  km², og er en del af powiatet Będzin. Den ligger  i det Schlesiske højland, ved floden Brynica der er en biflod til Wisła. Czeladź er en af byerne i det 2,7 millioner byområde – Katowice byområde og inden for et større Katowice-Ostrava storbyområde befolket af omkring 5.294.000 mennesker.

## Historie
Czeladź blev grundlagt i det 13. århundrede og fik bystatus i 1262. I årene 1434-1790 tilhørte det Hertugdømmet Siewierz. I det 19. århundrede blev Czeladź et vigtigt minecenter, med kulminen Saturn- der åbnede  i slutningen af det 19. århundrede. Den var også et hovedcenter for jødisk kultur, men det blev ødelagt i Holocaust.
Den første historiske omtale af Czeladź kommer fra 1228, i et lovforslag fra hertugen Kasimir 1. af Opole, hvori landsbyens grænser blev nævnt sammen med et  hus og en bro over Brynica. I 1243 havde landsbyen (stavet som Celad), allerede  status af en defensiv gord, nævnt igen, denne gang i et dokument fra hertug Konrad 1. af Masovien. Det omhandlede at den  var blevet ødelagt i 1241, under den første mongolske invasion af Polen. Det tilhørte et kloster fra Staniątki, og i 1260 besluttede prins Władysław af Opole at købe landsbyen med dens sognekirke. To år senere blev Czeladź solgt til et kloster fra Henryków, og fik tildelt Magdeburg-rettigheder. Byen forblev inden for schlesiske hertugdømmer territorium, men samtidig var Czeles, som den blev kendt, under jurisdiktion af Kraków. Byen havde en forsvarsmur, der blev fundet  rester af i 2006, og et rådhus, hvor aftalen mellem polakker og østrigere blev underskrevet den 9. marts 1589, som afsluttede Den polske arvefølgekrig. Czeladź led meget skade påført af svenskerne i Karl 10. Gustavs polske krig (1655-60).